# داملاجیک (کاهتا)
داملاجیک (به ترکی استانبولی: Damlacık) (به کردی: Tawsi) یک منطقهٔ مسکونی کردنشین در ترکیه است که در کاهتا واقع شده‌است.